# I vampiri del sesso
I vampiri del sesso (Des femmes disparaissent) è un film del 1959 diretto da Édouard Molinaro e tratto dal romanzo di G. Morris-Dumoulin.

## Trama
Pierre Rossi e Béatrice vivono nello stesso condominio di Marsiglia e si amano. Una notte, Béatrice esce per andare ad una festa da ballo in casa di Coraline. Il marito di Coraline è in società con Quaglio, un uomo che con il paravento di affari leciti, maschera la sua vera attività di boss della malavita. Preoccupato, Pierre la segue ma viene aggredito e derubato dei suoi documenti d'identità da Tom e Nasol, due scagnozzi di Quaglio. Successivamente Pierre segue Tom in una villa dove scopre con orrore che un quartier generale della tratta delle bianche. Béatrice e le altre ragazze all'inizio non sospettano nulla, alla festa vengono avvicinate da uomini apparentemente rispettabili che fanno loro proposte e promettono una vita comoda e lussuosa, ma a poco a poco si rendono conto del pericolo che stanno correndo, mentre Pierre è rimasto bloccato dai gangster. Dopo una serie di colpi di scena, la villa viene presa d'assalto dalla polizia, con la qual la banda ingaggia uno scontro a fuoco. Al termine della notte da incubo, Pierre e Béatrice si ritrovano insieme.